# Arctic Blast
Arctic Blast är en kanadensisk-australisk katastroffilm från 2010, regisserad av Brian Trenchard-Smith. Filmen spelades in i Tasmanien och världspremiären ägde rum på biografen Dendy Opera Quays den 4 augusti 2010 under den kanadensiska filmfestivalen i Sydney.

## Handling
Handlingen är centrerad kring ett kraftigt nerkylt luftpaket från mesosfären som trycks ner mot jorden efter en solförmörkelse. Den katastrofala händelsen hotar att uppsluka hela världen i is. När kustnära områden i Australien genomgår massiva evakueringar försöker fysikern Jack Tate (spelad av Michael Shanks) hitta en lösning och samtidigt skydda sin familj.

## Rollista
| Michael Shanks   | – Jack Tate       |
| Alexandra Davies | – Emma Tate       |
| Indiana Evans    | – Naomi Tate      |
| Saskia Hampele   | – Zoe             |
| Robert Mammone   | – Charlie Barker  |
| Bruce Davison    | – Winslaw         |
| Judith Baribeau  | – Tammy           |
| Nick Falk        | – Brent Durant    |
| Alan Andrews     | – Harold Stuart   |
| Helen Edwards    | – Margaret Stuart |